# Soniaczne (obwód kirowohradzki)
Soniaczne (ukr. Сонячне) – wieś na Ukrainie, w obwodzie kirowohradzkim, w rejonie kropywnyckim. W 2001 liczyła 866 mieszkańców, spośród których 751 wskazało jako ojczysty język ukraiński, 112 rosyjski, 2 mołdawski, a 1 białoruski.